# Бэйлор, Элджин
Элджин Гэй Бэйлор (англ. Elgin Gay Baylor; 16 сентября 1934, Вашингтон, округ Колумбия — 22 марта 2021, Лос-Анджелес) — американский профессиональный баскетболист, который всю свою профессиональную карьеру выступал за команду Национальной баскетбольной ассоциации «Миннеаполис / Лос-Анджелес Лейкерс», которой был выбран на драфте НБА 1958 года под общим 1-м номером, а в 1959 году был признан новичком года НБА. После окончания спортивной карьеры проработал более 22 лет на посту генерального менеджера клуба «Лос-Анджелес Клипперс» и в 2006 году был назван менеджером года НБА. Два года спустя он был освобожден от обязанностей руководителя «Клипперс» незадолго до начала сезона 2008-09.
В 1977 году был включен в Зал славы баскетбола.

## Ранние годы
Элджин «Кролик» Бэйлор родился в Вашингтоне, округ Колумбия, 16 сентября 1934 года в семье Узиэля (Льюис) и Джона Уэсли Бэйлора. Он начал играть в баскетбол, когда ему было 14 лет. Хотя он вырос рядом с городским центром отдыха в округе Колумбия, афроамериканцам было запрещено пользоваться этими удобствами, и поэтому Бэйлор имел ограниченный доступ к баскетбольным площадкам. У него было два брата-баскетболиста, Сэл и Кермит.

## Выступления за университетские команды
Бэйлор получил стипендию колледжа Айдахо, где планировалось, что он будет играть в баскетбол и американский футбол. Однако уже через год руководство учебного заведения уволило главного тренера и прекратило финансирование стипендии. Один из продавцов автомобилей Сиэтла был заинтересован его обучением в университете Сиэтла и предложил Элджину поиграть год за сиэтлскую команду «Уэстсайд Форд», пока он будет договариваться о стипендии.
В 1958 году Бэйлор привёл «Сиэтл Чифтэнс» (сейчас «Рэдхокс») к финальной игре NCAA, где проиграл «Кентукки Уайлдкэтс». По окончании своего третьего года обучения Бэйлор присоединился к «Миннеаполис Лейкерс» в 1958 году.
За три года выступления за университетские команды (один за Айдахо и два за Сиэтл) Бэйлор в среднем за игру набирал 31,3 очка.

## Карьера в НБА

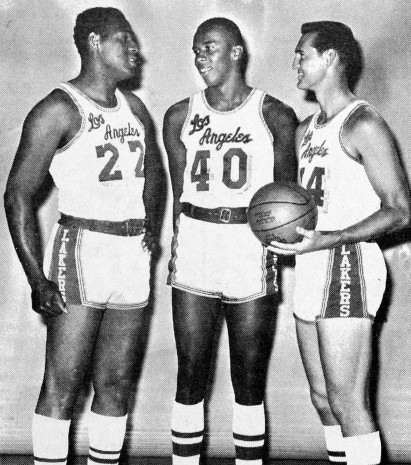
Бэйлор стоит рядом с товарищами по команде — Джерри Чемберс (в центре) и Джерри Уэст (справа), примерно 1966 год

Бэйлор был выбран под первым номером на драфте НБА 1958 года клубом «Миннеаполис Лейкерс». В то время команда испытывала большие проблемы из-за недавнего ухода звезды клуба Джорджа Майкена, и за год до прихода Элджина окончили сезон с результатом 19-53. При подписании Бэйлора руководство клуба рассчитывало, что он станет новым лидером команды, и заключило с ним контракт на 20 000 долларов в год, что на то время было большой суммой. Бэйлор сразу же превзошел ожидания и в конечном итоге спас франшизу «Лейкерс». Будучи новичком в 1958-59 годах, Бэйлор занял четвертое место в лиге по набору очков (24,9 очка за игру), третье — по подборам (15,0 подборов за игру) и восьмое — по передачам (4,1 передачи за игру). Он набрал 55 очков за одну игру, что на тот момент было третьим по величине показателем в истории лиги после 63 очков Джо Фулкса и 61 очка Майкена.
Бэйлор выиграл награду «Новичок года НБА» и привел «Лейкерс» к финалу НБА, где они проиграли «Бостон Селтикс» в первом розыгрыше из четырех игр в истории финалов, положив начало величайшему соперничеству в истории НБА.
В 1960 году «Лейкерс» переехали из Миннесоты в Лос-Анджелес, выбрали Джерри Уэста на роль разыгрывающего и наняли Фреда Шауса, который также был тренером во время студенческой карьеры Уэста. Дуэт Бэйлора и Уэста, к которому в 1968 году присоединился центровой Уилт Чемберлен, привел «Лейкерс» к успеху в Западном дивизионе на протяжении 1960-х годов.
Бэйлор получил тяжелую травму колена во время первой игры плей-офф Западного дивизиона 1965 года, которая потребовала хирургического вмешательства и лишила его возможности играть в оставшейся части плей-офф. Несмотря на травму, он набирал более 24 очков в каждом из следующих четырех сезонов, но ограничения, связанные с операциями на колене в то время, и отсутствие полноценной реабилитации оставили его с ноющими проблемами в колене, что в конечном итоге привело к операции на обоих коленях, которая ухудшила его игровые способности до конца карьеры.
Бэйлор сыграл всего две игры в сезоне 1970-71, после чего, он порвал ахиллово сухожилие и, наконец, отказался от девяти игр в последующем сезоне 1971-72 из-за ноющей травмы. Бэйлор сообщил прессе, что больше не может играть на самом высоком спортивном уровне и хочет освободить место в составе «Лейкерс» для других игроков.
За 14 сезонов в качестве нападающего «Лейкерс», Бэйлор восемь раз выводил команду в финал НБА, но каждый раз команда проигрывала. После его ухода на пенсию, в начале сезона Бейлор упустил два исторических достижения: после первой игры «Лейкерс» началась рекордная серия НБА из 33 побед, после чего они выиграли чемпионат 1972 года. Организация наградила Бэйлора чемпионским кольцом, несмотря на досрочный выход на пенсию.

## Карьера тренера и менеджера
В 1974 году Бэйлор занял пост ассистента главного тренера, а позже стал главным тренером клуба «Нью-Орлеан Джаз». Эту должность он занимал до окончания сезона 1978/79, а его результат составил 86 побед при 135 поражениях. В 1986 году его нанял клуб «Лос-Анджелес Клипперс» на пост вице-президента по баскетбольным операциям. Эту должность он занимал 22 года, пока в октябре 2008 года, в возрасте 74 лет, он ушёл в отставку. За время его работы «Клипперс» всего четыре раза смогли выйти в плей-офф и смогли одержать 607 побед при 1153 поражениях. В плей-офф «Клипперс» смогли выиграть всего одну серию.
В 2006 году Бэйлор был назван менеджером года НБА. В этом году «Клипперс», впервые с 1976 года, выиграли серию плей-офф.
В феврале 2009 года Бэйлор подал иск против «Клипперс», владельца команды Дональда Стерлинга, президента клуба Анди Розера и НБА, обвинив их в дискриминации. Он утверждал, что во время его работы в команде ему не доплачивали, а затем уволили из-за его возраста и расы. 30 марта 2011 года его иск единогласным решением 12-0 был отклонён судом Лос-Анджелеса.

## Смерть
22 марта 2021 года Бэйлор умер в больнице Лос-Анджелеса от естественных причин в возрасте 86 лет. Он похоронен на кладбище Голливуд-Хиллз. У него остались жена Элейн и их дочь Кристл, двое детей от предыдущего брака, Алан и Элисон, и сестра Глэдис.

## Статистика

### Статистика в НБА
| Сезон                                                                                    | Команда             | Регулярный сезон | Регулярный сезон | Регулярный сезон | Регулярный сезон | Регулярный сезон | Регулярный сезон | Регулярный сезон | Регулярный сезон | Регулярный сезон | Регулярный сезон | Регулярный сезон | Серия плей-офф | Серия плей-офф | Серия плей-офф | Серия плей-офф | Серия плей-офф | Серия плей-офф | Серия плей-офф | Серия плей-офф | Серия плей-офф | Серия плей-офф | Серия плей-офф |
| Сезон                                                                                    | Команда             | GP               | GS               | MPG              | FG%              | 3P%              | FT%              | RPG              | APG              | SPG              | BPG              | PPG              | GP             | GS             | MPG            | FG%            | 3P%            | FT%            | RPG            | APG            | SPG            | BPG            | PPG            |
| ---------------------------------------------------------------------------------------- | ------------------- | ---------------- | ---------------- | ---------------- | ---------------- | ---------------- | ---------------- | ---------------- | ---------------- | ---------------- | ---------------- | ---------------- | -------------- | -------------- | -------------- | -------------- | -------------- | -------------- | -------------- | -------------- | -------------- | -------------- | -------------- |
| 1958/59                                                                                  | Миннеаполис Лейкерс | 70               | -                | 40,8             | 40,8             | -                | 77,7             | 15,0             | 4,1              | -                | -                | 24,9             | 13             | -              | 42,8           | 40,3           | -              | 77,0           | 12,0           | 3,3            | -              | -              | 25,5           |
| 1959/60                                                                                  | Миннеаполис Лейкерс | 70               | -                | 41,0             | 42,4             | -                | 73,2             | 16,4             | 3,5              | -                | -                | 29,6             | 9              | -              | 45,3           | 47,4           | -              | 84,0           | 14,1           | 3,4            | -              | -              | 33,4           |
| 1960/61                                                                                  | Лейкерс             | 73               | -                | 42,9             | 43,0             | -                | 78,3             | 19,8             | 5,1              | -                | -                | 34,8             | 12             | -              | 45,0           | 47,0           | -              | 82,4           | 15,3           | 4,6            | -              | -              | 38,1           |
| 1961/62                                                                                  | Лейкерс             | 48               | -                | 44,4             | 42,8             | -                | 75,4             | 18,6             | 4,6              | -                | -                | 38,3             | 13             | -              | 43,9           | 43,8           | -              | 77,4           | 17,7           | 3,6            | -              | -              | 38,6           |
| 1962/63                                                                                  | Лейкерс             | 80               | -                | 42,1             | 45,3             | -                | 83,7             | 14,3             | 4,8              | -                | -                | 34,0             | 13             | -              | 43,2           | 44,2           | -              | 82,5           | 13,6           | 4,5            | -              | -              | 32,6           |
| 1963/64                                                                                  | Лейкерс             | 78               | -                | 40,6             | 42,5             | -                | 80,4             | 12,0             | 4,4              | -                | -                | 25,4             | 5              | -              | 44,2           | 37,8           | -              | 77,5           | 11,6           | 5,6            | -              | -              | 24,2           |
| 1964/65                                                                                  | Лейкерс             | 74               | -                | 41,3             | 40,1             | -                | 79,2             | 12,8             | 3,8              | -                | -                | 27,1             | 1              | -              | 5,0            | 0,0            | -              | -              | -              | 1,0            | -              | -              | 0,0            |
| 1965/66                                                                                  | Лейкерс             | 65               | -                | 30,4             | 40,1             | -                | 73,9             | 9,6              | 3,4              | -                | -                | 16,6             | 14             | -              | 41,9           | 44,2           | -              | 81,0           | 14,1           | 3,7            | -              | -              | 26,8           |
| 1966/67                                                                                  | Лейкерс             | 70               | -                | 38,7             | 42,9             | -                | 81,3             | 12,8             | 3,1              | -                | -                | 26,6             | 3              | -              | 40,3           | 36,8           | -              | 75,0           | 13,0           | 3,0            | -              | -              | 23,7           |
| 1967/68                                                                                  | Лейкерс             | 77               | -                | 39,3             | 44,3             | -                | 78,6             | 12,2             | 4,6              | -                | -                | 26,0             | 15             | -              | 42,2           | 46,8           | -              | 67,9           | 14,5           | 4,0            | -              | -              | 28,5           |
| 1968/69                                                                                  | Лейкерс             | 76               | -                | 40,3             | 44,7             | -                | 74,3             | 10,6             | 5,4              | -                | -                | 24,8             | 18             | -              | 35,6           | 38,5           | -              | 63,0           | 9,2            | 4,1            | -              | -              | 15,4           |
| 1969/70                                                                                  | Лейкерс             | 54               | -                | 41,0             | 48,6             | -                | 77,3             | 10,4             | 5,4              | -                | -                | 24,0             | 18             | -              | 37,1           | 46,6           | -              | 74,1           | 9,6            | 4,6            | -              | -              | 18,7           |
| 1970/71                                                                                  | Лейкерс             | 2                | -                | 28,5             | 42,1             | -                | 66,7             | 5,5              | 1,0              | -                | -                | 10,0             | Не участвовал  | Не участвовал  | Не участвовал  | Не участвовал  | Не участвовал  | Не участвовал  | Не участвовал  | Не участвовал  | Не участвовал  | Не участвовал  | Не участвовал  |
| 1971/72                                                                                  | Лейкерс             | 9                | -                | 26,6             | 43,3             | -                | 81,5             | 6,3              | 2,0              | -                | -                | 11,8             | Не участвовал  | Не участвовал  | Не участвовал  | Не участвовал  | Не участвовал  | Не участвовал  | Не участвовал  | Не участвовал  | Не участвовал  | Не участвовал  | Не участвовал  |
|                                                                                          | Всего               | 846              | -                | 40,0             | 43,1             | -                | 78,0             | 13,5             | 4,3              | -                | -                | 27,4             | 134            | -              | 41,1           | 43,9           | -              | 76,9           | 13,0           | 4,0            | -              | -              | 27,0           |
| Наведите курсор мыши на аббревиатуры в заголовке таблицы, чтобы прочесть их расшифровку. |                     |                  |                  |                  |                  |                  |                  |                  |                  |                  |                  |                  |                |                |                |                |                |                |                |                |                |                |                |